# Блейк, Джейсон
Джейсон Блейк (англ. Jason Blake; 2 сентября 1973, Морхед, США) — американский хоккеист, выступавший на позиции левого нападающего. Завершил карьеру игрока в 2012 году. В НХЛ провёл 12 сезонов.
На драфте НХЛ не выбирался. 21 апреля 1999 года как свободный агент подписал контракт с «Лос-Анджелес Кингз». 3 января 2001 года обменян в «Нью-Йорк Айлендерс».

## Награды
- Участник матча «Всех звёзд» НХЛ (2007)
- Обладатель Билл Мастертон Трофи (2008)

## Статистика
| Легенда | Легенда                    | Легенда | Легенда                   | Легенда | Легенда    |
| ------- | -------------------------- | ------- | ------------------------- | ------- | ---------- |
| И       | Количество проведённых игр | Штр     | Штрафное время            | +/−     | Плюс-минус |
| Г       | Голы                       | П       | Голевые передачи          | О       | Очки       |
| -       | Статистика неизвестна      | —       | Статистика не учитывалась |         |            |